# París-Roubaix femenina 2021
La 1.ª edición de la París-Roubaix femenina  (oficialmente y en francés: Paris-Roubaix Femmes 2021) se celebró el 2 de octubre de 2021 sobre un recorrido de 116,4 km con inicio en Denain y final en Roubaix en Francia.
La carrera hizo parte del UCI WorldTour Femenino 2021 como competencia de categoría 1.WWT del calendario ciclístico de máximo nivel mundial siendo decimosexta carrera disputada en dicho circuito y fue ganada por la ciclista británica Lizzie Deignan del equipo Trek-Segafredo. El podio lo completaron la neelandesa Marianne Vos del Jumbo-Visma y Elisa Longo Borghini del Trek-Segafredo.

## Equipos participantes
Tomaron la salida un total de 22 equipos, de los cuales participaron los 9 equipos de categoría UCI WorldTeam Femenino habilitados y 13 equipos de categoría UCI Continental Team Femenino, quienes conformaron un pelotón de 132 ciclistas de los cuales terminaron 61. Los equipos participantes fueron:
| translation for headoftableIII_translate index 58 not found (9)- Alé BTC Ljubljana - Team BikeExchange - Canyon-SRAM Racing - Team DSM - FDJ-Nouvelle Aquitaine-Futuroscope - Liv Racing - Movistar Team - SD Worx - Trek-Segafredo UCI Women's continental teams (5)- Arkéa Pro Cycling Team - Ceratizit-WNT Pro Cycling - Drops-Le col - Stade Rochelais Charente-Maritime Women Cycling - Team Tibco-Silicon Valley Bank Unknown team category (8)- Hitec Products - Doltcini-Van Eyck Sport-Proximus - Jumbo-Visma - Lotto Soudal Ladies - NXTG Racing - Parkhotel Valkenburg - BePink - Valcar-Travel & Service |
| |

## Clasificaciones finales
Las clasificaciones finalizaron de la siguiente forma:

### Clasificación general
| \| Clasificación general \| Clasificación general \| Clasificación general \| Clasificación general \| Clasificación general \| \| Ciclista \| Ciclista \| Equipo \| Tiempo \| \| \| --------------------- \| --------------------------- \| ---------------------------------- \| --------------------- \| --------------------- \| \| 1.ª \| Lizzie Deignan \| Trek-Segafredo \| 2 h 56 min 07 s \| \| \| 2.ª \| Marianne Vos \| Jumbo-Visma Women Team \| + 1 min 17 s \| \| \| 3.ª \| Elisa Longo Borghini \| Trek-Segafredo \| + 1 min 47 s \| \| \| 4.ª \| Lisa Brennauer \| Ceratizit-WNT Pro Cycling \| + 1 min 51 s \| \| \| 5.ª \| Marta Bastianelli \| Alé BTC Ljubljana \| + 2 min 10 s \| \| \| 6.ª \| Emma Norsgaard \| Movistar Team \| + 2 min 10 s \| \| \| 7.ª \| Franziska Koch \| Team DSM \| + 2 min 10 s \| \| \| 8.ª \| Audrey Cordon-Ragot \| Trek-Segafredo \| + 2 min 10 s \| \| \| 9.ª \| Marta Cavalli \| FDJ-Nouvelle Aquitaine-Futuroscope \| + 2 min 10 s \| \| \| 10.ª \| Chantal van den Broek-Blaak \| SD Worx \| + 2 min 10 s \| \| |                             |                                    |                 |
| |                             |                                    |                 |
| Fuente: ProCyclingStats |                             |                                    |                 |
| Clasificación general |                             |                                    |                 |
| Ciclista | Ciclista                    | Equipo                             | Tiempo          |
| 1.ª | Lizzie Deignan              | Trek-Segafredo                     | 2 h 56 min 07 s |
| 2.ª | Marianne Vos                | Jumbo-Visma Women Team             | + 1 min 17 s    |
| 3.ª | Elisa Longo Borghini        | Trek-Segafredo                     | + 1 min 47 s    |
| 4.ª | Lisa Brennauer              | Ceratizit-WNT Pro Cycling          | + 1 min 51 s    |
| 5.ª | Marta Bastianelli           | Alé BTC Ljubljana                  | + 2 min 10 s    |
| 6.ª | Emma Norsgaard              | Movistar Team                      | + 2 min 10 s    |
| 7.ª | Franziska Koch              | Team DSM                           | + 2 min 10 s    |
| 8.ª | Audrey Cordon-Ragot         | Trek-Segafredo                     | + 2 min 10 s    |
| 9.ª | Marta Cavalli               | FDJ-Nouvelle Aquitaine-Futuroscope | + 2 min 10 s    |
| 10.ª | Chantal van den Broek-Blaak | SD Worx                            | + 2 min 10 s    |

## Ciclistas participantes y posiciones finales
Convenciones:
- AB: Abandono
- FLT: Retiro por llegada fuera del límite de tiempo
- NTS: No tomó la salida
- DES: Descalificada o expulsada

## UCI WorldTour Femenino
La París-Roubaix femenina otorgó puntos para el UCI World Ranking Femenino  y el UCI WorldTour Femenino para corredoras de los equipos en las categorías UCI WordTeam Femenino y UCI Women's continental teams. Las siguientes tablas muestran el baremo de puntuación y las 10 corredoras que obtuvieron más puntos:
| Posición   | 1.ª | 2.ª | 3.ª | 4.ª | 5.ª | 6.ª | 7.ª | 8.ª | 9.ª | 10.ª | 11.ª | 12.ª | 13.ª | 14.ª | 15.ª | 16.ª-20.ª | 21.ª-30.ª | 31.ª-40.ª |
| Puntuación | 400 | 320 | 260 | 220 | 180 | 140 | 120 | 100 | 80  | 68   | 56   | 48   | 40   | 32   | 28   | 24        | 16        | 8         |

| Clasificación |              |        |        |
| Posición      | Ciclista     | Equipo | Puntos |
| ------------- | ------------ | ------ | ------ |
| 1.ª           | Bandera de ? |        | 400    |
| 2.ª           | Bandera de ? |        | 320    |
| 3.ª           | Bandera de ? |        | 260    |
| 4.ª           | Bandera de ? |        | 220    |
| 5.ª           | Bandera de ? |        | 180    |
| 6.ª           | Bandera de ? |        | 140    |
| 7.ª           | Bandera de ? |        | 120    |
| 8.ª           | Bandera de ? |        | 100    |
| 9.ª           | Bandera de ? |        | 80     |
| 10.ª          | Bandera de ? |        | 68     |